# PEOPLEnet
PEOPLEnet — украинский оператор мобильной связи третьего поколения. Официальное наименование компании — Частное акционерное общество «Телесистемы Украины» (укр. Приватне акціонерне товариство «Телесистеми України»).

## Собственники
Состав акционеров компании неоднократно менялся.
| Дата        | Страна  | Компания                  | Количество акций |
| ----------- | ------- | ------------------------- | ---------------- |
| ноябрь 2008 | Украина | ООО «Элидор»              | 24,98 %          |
| ноябрь 2008 | Украина | ООО «Фортон Лимитед»      | 24,98 %          |
| ноябрь 2008 | Панама  | Bracelos Properties Corp. | 49,96 %          |
| ноябрь 2008 | Панама  | Epilmor Business Corp.    | 49,96 %          |
| ноябрь 2008 | ?       | ?                         | 0,08 %           |

Указывается, что компания подконтрольна Вадиму Шульману, близкому к банковско-промышленной группе Приват.

## Руководство
- с июля 2006 года по ноябрь 2007 года Генеральный директор — Ворожбит Виталий Васильевич;
- с ноября 2007 года по февраль 2008 года исполняющий обязанности Генерального директора — Продан Александр Иванович;
- с февраля 2008 года по июль 2008 года Генеральный директор — Цвика Пакула;
- с июля 2008 года по март 2009 года исполняющий обязанности генерального директора — Большешапов Олег Владимирович;
- с мая 2009 года по ноябрь 2009 года Генеральный директор — Дергун Виктор Васильевич;
- с ноября 2009 года Генеральный директор — Пайкин Михаил Абрамович;
- с октября 2014 года Генеральный директор — Векслер Борис Михайлович;
- с 2019 года Генеральный директор - Ягджиев Владислав Викторович

## Услуги
Услуги мобильной связи предоставляются в стандарте CDMA с использованием технологии EV-DO RevA в диапазоне частоты 800 МГц. Количество абонентов мобильной связи на 1 марта 2013 года составляет 866 тысяч.

## Поглощение оператора CST-Invest
В ноябре 2007 года «Телесистемы Украины» приобрели компанию CST-Invest (торговая марка NewTone) — CDMA-оператора с абонентской базой 20 тыс. абонентов на момент покупки. Благодаря этому слиянию «Телесистемы Украины» смогли предоставить в Днепропетровске, Кривом Роге и Харькове конвергентную услугу «2 в 1» (мобильный и фиксированный номера в одном телефоне). Позже услугу переименовали в «3 в 1» (мобильный, фиксированный номера и доступ в Интернет) и она стала доступна в восьми городах Украины, включая столицу.